# John McCartney (calciatore 1866)
John McCartney (Glasgow, 1866 – Edimburgo, 18 gennaio 1933) è stato un allenatore di calcio e calciatore scozzese, di ruolo difensore. Pioniere del calcio, sia come giocatore – tra i primi giocatori del Newton Heath, che poi diventerà il Manchester Utd – sia come allenatore, diventando il secondo segretario nella storia del Barnsley e in quella del Luton Town, il quarto in quella dell'Hearts e il primo nella storia del St. Mirren.
A causa delle sue precarie condizioni di salute lascia gli incarichi di manager al Portsmouth nel 1927 e al Luton Town nel 1933.
Scrive un paio di libri che documentano i giocatori nel periodo della prima guerra mondiale e quelli dell'Hearts che vi sono morti.
Nativo di Glasgow, muore a Edimburgo nel 1933.

## Palmarès

### Allenatore

#### Competizioni nazionali
- Third Division: 1

Portsmouth: 1923-1924

#### Competizioni regionali
- Renfrewshire Cup: 1

St. Mirren: 1909-1910